# Patricia Routledge
Dame Katherine Patricia Routledge DBE (Birkenhead (Merseyside), 17 februari 1929) is een Engels actrice en zangeres, vooral bekend van haar rol als Hyacinth Bucket ('it's Bouquet'), als vrouw van Richard, in de komische televisieserie Schone Schijn (Keeping Up Appearances). Ook speelde ze een vrouwelijke detective op het Engelse platteland in Hetty Wainthropp Investigates.

## Biografie
Routledge brak in 1961 door als Sylvia Snape in Coronation Street. Ze was echter ook te zien in films als To Sir, with Love en Don't Raise the Bridge, Lower the River. Verder speelde ze gastrollen in onder meer Steptoe and Son, Tales of the Unexpected, Alas Smith & Jones en stond zij in vele theaterproducties, onder andere op Broadway. In 1968 won zij een Tony Award voor beste actrice in een musical (Darling of the Day).
In 1975 bracht RCA een plaat uit waarop ze liederen uit musicals van o.a. Richard Rodgers, Cole Porter en Noël Coward zong. Deze plaat, Presenting Patricia Routledge Singing the Classics werd in 1996 op cd uitgebracht door Camden Records.

## Onderscheidingen
Routledge werd in 1993 benoemd tot Officer of the Order of the British Empire (OBE), in 2004 tot Commander of the Order of the British Empire (CBE) en bij de Nieuwjaarsbenoemingen in 2017 tot Dame Commander of the Order of the British Empire (DBE) voor haar diensten als actrice en voor liefdadigheid.
In 2008 kreeg een zij een eredoctoraat van de Universiteit van Lancaster voor haar bijdrage aan drama en theater. In 2019 ontving zij een eredoctoraat in de letteren aan de Universiteit van Chester.

## Filmografie
- Gnomeo & Juliet (animatiefilm, 2011) – Gnomeo's moeder (stem)
- In Search of the Brontës (televisiefilm, 2003) – vertelster
- Anybody's Nightmare (televisiefilm, 2001) – Sheila Bowler
- Hetty Waintthropp Investigates (televisieserie) – Hetty Wainthropp (27 afl., 1996–1998)
- Talking Heads 2 (miniserie, 1998) – Miss Fozzard (afl. "Miss Fozzard find her feet")
- Keeping Up Appearances (televisieserie) – Hyacinth Bucket (44 afl., 1990–1995)[4]
- The World of Peter Rabitt and Friends (televisieserie) – nicht Ribby (stem, 2 afl., 1992/1993)
- Miss Pym's Day Out (televisieserie) – Barbara Pym (1991)
- Alas Smith & Jones (televisieserie) – rol onbekend (afl. 6.2, 1990)
- Missing Persons (televisiefilm, 1990) – Hetty Wainthropp
- First and Last (televisiefilm, 1989) – Ivy
- Sophia and Constance (televisieserie) – Mrs. Baines (6 afl., 1988)
- Tales of the Unexpected (televisieserie) – Milly Dobson (afl. "The Verger", 1988)
- When We Are Married (televisiefilm, 1987) – Maria Helliwell
- Talking Heads (miniserie, 1987) – Irene Ruddock (afl. "A Lady of Letters")
- Victoria Wood: As Seen on TV (televisieserie) – Kitty (1985)
- Marjorie and Men (televisieserie) – Marjorie Belton (5 afl., 1985–1986)
- The Two Ronnies (televisieserie) – Madame Multitude (afl. 10.2, 1983)
- The Beggar's Opera (televisiefilm, 1983) – Mrs. Peachum
- Objects of Affection (televisieserie) – Miss Schofield (afl. "A Woman of No Importance", 1982)
- A Woman of No Importance (televisiefilm, 1982) – Peggy Schofield
- The Curse of King Tut's Tomb (televisiefilm, 1980) – 'Posh' Lady
- Play for Today (televisieserie) – ATS Officer (afl. "The Imitation Game", 1980)
- The Pirates of Penzance (televisiefilm, 1980) – Ruth
- Crown Court (televisieserie) – Rita Finch (afl. "Forever", 1979)
- Doris and Doreen (televisiefilm, 1978) – Doreen Bidmead
- BBC2 Play of the Week (televisieserie) – Miss Protheroe (afl. "A Visit from Miss Protheroe", 1978)
- Nicholas Nickleby (miniserie, 1977) – Madame Mantalini
- And Mother Makes Five (televisieserie) – Mrs. Fletcher (afl. onbekend, 1974–1976)
- Crown Court (televisieserie) – Dr. Barbara Baxter (afl. "Accepted Standards", 1976)
- Play of the Month (televisieserie) – Annie Parker (afl. "When We Are Married", 1975)
- David Copperfield (miniserie, 1974) – Mrs. Micawber
- Steptoe and Son (televisieserie) – Madame Fontana (afl. "Seance in a Wet Rag and Bone Yard", 1974)
- Play of the Month (televisieserie) – Dorine (afl. "Tartuffe", 1971)
- Doctor at Large (televisieserie) – Audrey Watt (afl. "It's All in the Mind", 1971)
- Sense and Sensibility (televisiefilm, 1971) – Mrs. Jennings
- Girl Stroke Boy (1971) – Pamela Hovendon
- Armchair Theatre (televisieserie) – Miss Furling (afl. "Up Among the Cuckoos", 1970)
- Egghead's Robot (1970) – Mrs. Wentworth
- If It's Tuesday, This Must Be Belgium (1969) – Mrs. Featherstone
- ITV Saturday Night Theatre (televisieserie) – Hazel Day (afl. "Hazel and Her New Gas Cooker", 1969)
- Lock Up Your Daughters! (1969) – verpleegster
- The Bliss of Mrs. Blossom (1968) – Miss Reece
- 30 Is a Dangerous Age, Cynthia (1968) – Mrs. Woolley
- Androcles and the Lion (televisiefilm, 1967) – Megaera, Androcles' vrouw
- Pretty Polly (1967) – Miss Gudgeon
- To Sir, with Love (1967) – Clinty
- Seven Deadle Sins (televisieserie) – Mrs. Vealfoy (afl. "The Good and Faithful Servant", 1967)
- Thirty-Minute Theatre (televisieserie) – rol onbekend (afl. "An Absolute Treasure", 1967)
- Don't Raise the Bridge, Lower the River (1967) – Lucille Beatty
- No Hiding Place (televisieserie) – Pat (afl. "A Place in the Sun", 1965)
- Not So Much a Programme, More a Way of Life (televisieserie) – rol onbekend (afl. van 7 maart 1965)
- Not So Much a Programme, More a Way of Life (televisieserie) – Ierse moeder (afl. van 21 februari 1965)
- Victoria Regina (televisiefilm, 1964) – Koningin Victoria
- Z Cars (televisieserie) – Madge Kenton (afl. "Search", 1962)
- ITV Play of the Week (televisieserie) – Maggie Hobson (afl. "Hobson's Choice", 1962)
- Armchair Theatre (televisieserie) – nieuwe moeder (afl. "His Polyvinyl Girl", 1961)
- Coronation Street (televisieserie) – Sylvia Snape (afl. onbekend, 1961)